# Ahilan
Ahilan  ist ein männlicher Vorname. Er wird auf dem indischen Subkontinent verwendet und bedeutet „kenntnisreich“ oder „bewandert“.